# Steinberg, Schleswig-Flensburg
Steinberg (tiếng Đan Mạch: Stenbjerg) là một đô thị thuộc huyện Schleswig-Flensburg, trong bang Schleswig-Holstein, nước Đức. Đô thị Steinberg, Schleswig-Holstein có diện tích 16,24 km², dân số thời điểm 31 tháng 12 năm 2006 là 995 người.